# Câu lạc bộ bóng đá Abajg Sukhum
Câu lạc bộ bóng đá Abajg Sukhum là một câu lạc bộ bóng đá ở thành phố Sukhum, của Abkhazia thi đấu tại Giải bóng đá Ngoại hạng Abkhazia.

## Lịch sử
Câu lạc bộ bóng đá Abajg Sukhum được thành lập năm 1995 tại thành phố Sukhum của Abkhazia, và liên kết với Liên đoàn bóng đá Abkhazia.

## Danh hiệu
- Giải bóng đá Ngoại hạng Abkhazia (1) [2][3]
- Cúp bóng đá Abkhazia (2) [4]